# Кова (Хејан период)
Кова (康和) је јапанска ера (ненко) која је настала после Џотоку и пре Чоџи ере. Временски је трајала од августа 1099. до фебруара 1104. године и припадала је Хејан периоду. Владајући монарх био је цар Хорикава.

## Важнији догађаји Кова ере
- 1099. (Кова 1, шести месец): Кампаку Фуџивара но Моромичи умире у 38 години. Његов син, Фуџивара но Тадазане преузима очеве дужности.[3]
- 1100. (Кова 2): Дворски даинагон, Фуџивара но Тадазане је унапређен у ранк удаиџина.[4]
- 1101. (Кова 3, други месец): Бивши кампаку, Фуџивара но Морозане умире у 60 години.[4]